# Stronger than Heaven
Stronger than Heaven è il terzo album in studio del gruppo musicale heavy metal tedesco Stormwitch, edito nel 1986.

## Il disco
Il disco è stato pubblicato in vinile dall'etichetta tedesca Scratch Records ed in seguito inserito nell'edizione in CD del 1986 contenente anche il primo album, intitolata Stronger Than Heaven / Walpurgis Night. Nel 2004 è uscita un'edizione in CD tramite Battle Cry Records con l'aggiunta di quattro tracce bonus registrate in bassa qualità durante un concerto del 1984.
L'album include la canzone Ravenlord di cui gli Hammerfall hanno realizzato una cover per il loro singolo del 1997 intitolato Glory to the Brave.

## Tracce
Testi di Lee Tarot, musiche di Steve Marchant, Lee Tarot.
1. Rats in the Attic – 3:38
2. Eternia – 3:58
3. Jonathan's Diary – 7:21
4. Slave to Moonlight – 4:01
5. Stronger than Heaven – 4:38
6. Ravenlord – 3:38
7. Allies of the Dark – 4:15
8. Dorian Gray – 3:43 – (strumentale)

Tracce bonus Battle Cry
live a Ludwigsburg, Germania - 29 agosto 1984
1. Children of the Night – 7:01 – (inedita)
2. Buried Alive – 5:50 – (inedita)
3. Long Boats on the Horizon – 5:18 – (inedita)
4. Beware the Demons – 7:00 – (inedita)

## Formazione
- Andy Aldrian - voce
- Lee Tarot - chitarra
- Steve Merchant - chitarra
- Ronny Pearson  - basso
- Pete Lancer - batteria